# 527
527(오백이십칠)은 526보다 크고 528보다 작은 자연수다.

## 수학
- 합성수로, 그 약수는 1, 17, 31, 527이다. 진약수의 합은 51이므로, 527은 부족수다.

## 교통

### 철도
- 수도권 전철 5호선 여의나루역의 역번호.

### 도로
- 527번 홋카이도도(일본어판)
- 527번 효고현도(일본어판)

## 문화재
- 대한민국의 보물 제527호: 김홍도필 풍속도 화첩
- 대한민국의 사적 제527호: 증평 추성산성

## 작품
- K. 527: 모차르트의 오페라 《돈 조반니》의 쾨헬 번호.

## 기타
- 날짜: 5월 27일
- 연도: 527년, 기원전 527년